# 권오영 (1970년)
권오영(權五榮, 1970년 8월 15일~)은 대한민국의 야구 지도자이다. 전 KBO 리그 야구 선수의 포수이다. 배재고 시절 시절 투수와 유격수를 겸했으며 연세대 시절 포수로 활동했며 현재 모교인 배재고 감독이다. 

## 출신 학교
- 1986년 ~ 1989년 : 배재고등학교
- 1989년 ~ 1993년 : 연세대학교 체육교육학과 (1993학번)